# Cabirops perezi
Cabirops perezi is een pissebed uit de familie Cabiropidae. De wetenschappelijke naam van de soort is voor het eerst geldig gepubliceerd in 1942 door Carayon.